# Nick Sherry
Nicholas John Sherry (London, 1955. november 19. –) ausztrál politikus, tagja volt az ausztrál szenátusnak: Tasmania államot képviselte 1990 júliusa és 2012 júniusa között az Ausztrál Munkáspárt színeiben. Sherry 2009. június 9-én az első ausztrál kincstárminiszter volt.

## Élete
Sherry Kingston upon Thamesben született, Londonban. A Tasmaniai Egyetemen tanult, ahol diplomát szerzett a Politikatudományi és Közigazgatási Intézetben. Sherry az egyetemi diákszövetségben is aktív volt, a Tasmaniai Egyetem Unióján és különböző üzleti bizottságokban 1976 és 1979 között vett részt. 1997 októberében azonban azzal vádolták, hogy a parlament utazási támogatását nem megfelelően használta fel. Bár később elfelejtették ezeket az állításokat, súlyos zavart okozott Sherrynél, és öngyilkosságot akart elkövetni. Később klinikai depressziót diagnosztizáltak nála.